# (5803) Ötzi
(5803) Ötzi es un asteroide perteneciente al cinturón de asteroides, región del sistema solar que se encuentra entre las órbitas de Marte y Júpiter, descubierto el 21 de julio de 1984 por Antonín Mrkos desde el Observatorio Kleť, České Budějovice, República Checa.

## Designación y nombre
Designado provisionalmente como 1984 OA. Fue nombrado Ötzi en homenaje a Ötzi, o Iceman, nombre dado a un hombre prehistórico de la Edad de Piedra tardía. Su cuerpo momificado fue encontrado en el glaciar Similaun en los Alpes Tiroleanos de Ötztal, en la frontera entre Italia y Austria en 1991.

## Características orbitales
Ötzi está situado a una distancia media del Sol de 2,642 ua, pudiendo alejarse hasta 3,211 ua y acercarse hasta 2,073 ua. Su excentricidad es 0,215 y la inclinación orbital 16,60 grados. Emplea 1569,05 días en completar una órbita alrededor del Sol.

## Características físicas
La magnitud absoluta de Ötzi es 12,6. Tiene 15,614 km de diámetro y su albedo se estima en 0,07. 